# Хумбан-Халташ III
Хумбан-Халташ III (ассир. Умманалдаш) — царь Элама, правил приблизительно в 648 — 644 годах до н. э. Сын Аттамету.
Хумбан-Халташ III отказался выдать Ашшурбанапалу вавилонских беглецов во главе с Набу-бел-шуматом, внуком Мардук-апла-иддина II. Тогда ассирийский царь потребовал вернуть статую богини Инанны, увезенную эламитами из Урука полторы тысячи лет назад. Эламский царь вновь ответил отказом. В месяце симану (май — июнь) 646 года до н. э. две ассирийские армии повели наступление на Элам. Армия туртана и правителя Приморья Бел-ибни двинулась к Сузам, а ассирийские отряды, стоявшие у Дера, выступили по направлению к Мадакту.   
После взятия вторым отрядом важной в стратегическом отношении крепости Бит-имби, оборона которой была поручена зятю Те-Уммана Имбаппи, Хумбан-Халташ III покинул Мадакту и бежал в горы. Воспользовавшись отсутствием Хумбан-Халташа, некий Умбахабуа провозгласил себя царём и на короткое время захватил власть. Своей резиденцией Умбахабуа сделал город Бапилу, но при приближении ассирийского войска бежал «в недра вод отдаленных», вероятно на острова Персидского залива.   
Воспользовавшись междуцарствием, первая группа войск под командованием Бел-ибни овладела шестью городами в юго-западной части Элама, и подошла к Сузам. Тут ассирийцы посадили на трон, привезенного с собой Таммариту, находящегося у них в плену с 649 года до н. э. Но не успели ассирийские отряды покинуть страну, как Таммариту восстал. Восстание это, конечно же, было преждевременным. Ассирийские войска вернулись, свергли Таммариту и отправили его в Ассирию. Затем ассирийцы с огнём и мечом прошли по всему Эламу. При этом подверглись сожжению и разрушению 29 крупных эламских городов, из них некоторые даже повторно. Судя по названиям, ассирийцы обрушили удар в основном на крепости (Дур-Ундаси, Дур-Ундасима, Дур-Амиани, Хаману и др.) и «царские города» (Мадакту, Сузы, Бупилу, Тубу и другие), уничтожая, таким образом, все важнейшие военные и политические центры страны. После чего ассирийцы с богатой добычей вернулись на родину, а в разоренном Эламе к власти вновь пришёл Хумбан-Халташ III.   
Хотя Хумбан-Халташ III и согласился выполнить требования ассирийского царя выдать Набу-бел-шумате и вернуть статую богини Инанны, в 645 году до н. э. Элам вновь подвергся нашествию ассирийской армии, которой командовал сам Ашшарбанапал. После захвата области Раши и города Хаману в западной части страны, Хумбан-Халташ оставил Мадакту без боя и отступил в укрепленный город Дур-Ундаси, путь к которому преграждала разбушевавшаяся река Идидэ (современная Дез). Ассирийцы захватили 11 городов, в том числе Мадакту и Бупилу и подошли к Идидэ. С большим трудом им всё же удалось переправиться через реку. Хумбан-Халташ был разбит и бежал в горы. Ассирийцы захватили ещё 5 городов, в том числе и Хидалу.   

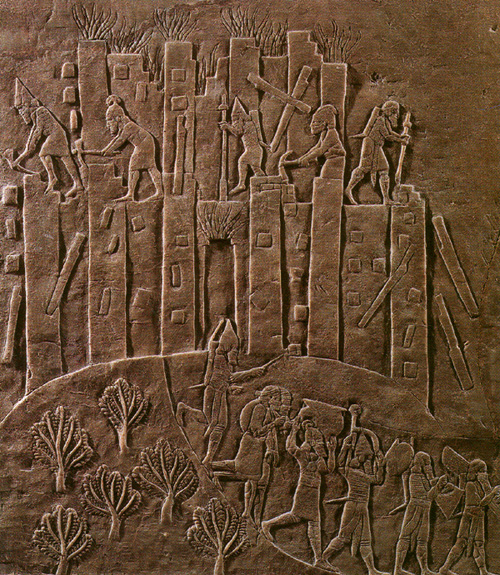
Разрушение Суз

На обратном пути поздней осенью 645 года до н. э. Ашшурбанапал вступил в Сузы и приказал разрушить этот город до основания. Ассирийцы вывезли из Элама несметные сокровища, в том числе 18 статуй богов и богинь вместе с главным Иншушинаком, 32 статуи эламских царей отлитые из золота, серебра, меди и богато украшенные, а также огромное число пленных. Даже кости эламских царей были вырыты из могил и увезены в Ассирию. Статуя богини Инанны была возвращена в Урук. После разграбления Суз, в Эламе произошёл государственный переворот. Некий Па’э провозгласил себя царём, но после безуспешных попыток закрепить свою власть, сдался в плен ассирийцам и был отправлен в Ниневию. Наконец капитулировала последняя группа защитников — воины из разрушенных городов и крепостей, которые заняли неприступную гору Салатари, создали там укрепления и в течение двух лет держали оборону.
После ухода ассирийцев Хумбан-Халташ вернулся в Мадакту и, чтобы установить дружественные отношения с Ашшурбанапалом, он предложил ему выдать Набу-бел-шумате. Однако последний покончил жизнь самоубийством, а ассирийцам был выдан его труп, положенный для сохранности в соль. После чего с Эламом был заключен мир, продлившийся около 4-х лет.   
В 640 году до н. э. Ашшурбанапал нанёс последний удар по Эламу. Хумбан-Халташ бежал на север Лурестана, но попал в плен к воинам племени Эллипи, которые выдали его Ашшурбанапалу. Последние сопротивления в Эламе были подавлены в 639 году до н. э. Таким образом, в руках Ашшурбанапала оказалось три эламских царя Таммариту, Хумбан-Халташ III и Па’э. Он запряг всех троих, а вдобавок ещё и пленного арабского шейха Уайатэ в свою колесницу и они повезли его в храм Эмишмиш, чтобы принести жертвы богине Нинлиль. Причём в триумфальной процессии вели Набу-ката-цабата, ближайшего сподвижника Шамаш-шум-укина, а на его шее висела засоленная голова Набу-бел-шумате.